# 飞机地面指挥信号
飞机地面指挥信号，是指在机场、航空母舰飞行甲板、直升机场等，机场地勤人员通过肢体语言以目视方式指示飞行员如何操纵飞机减速、转向、停放、滑行、关闭发动机等操作。

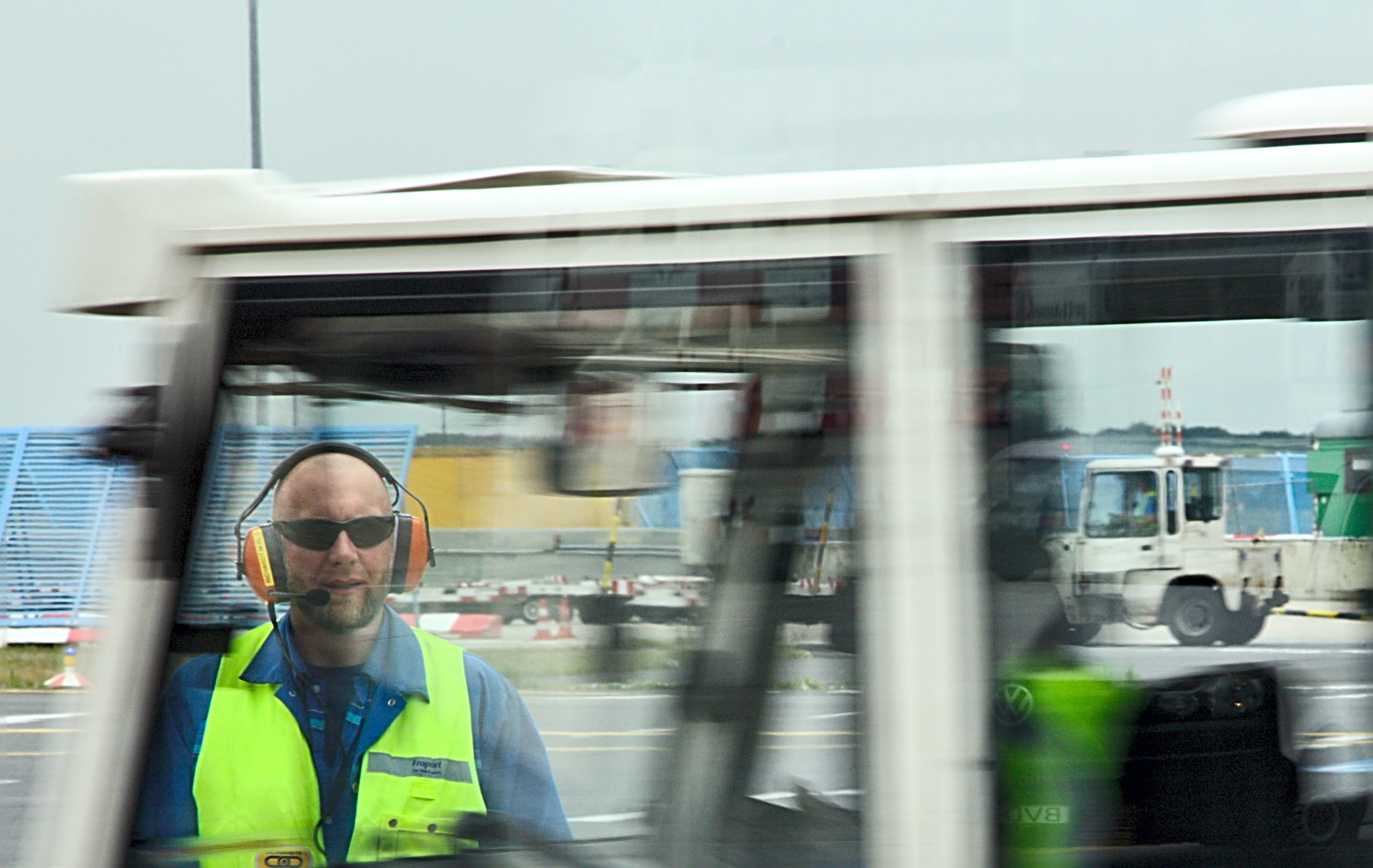
法兰克福机场的飞机marshaller

指挥飞机操作的地勤人员称作marshaller，身穿反光背心、佩戴有防噪声耳罩 的安全头盔、手套、指挥棒或手持式发光棒。更先进的机场使用目視停靠導引系統。

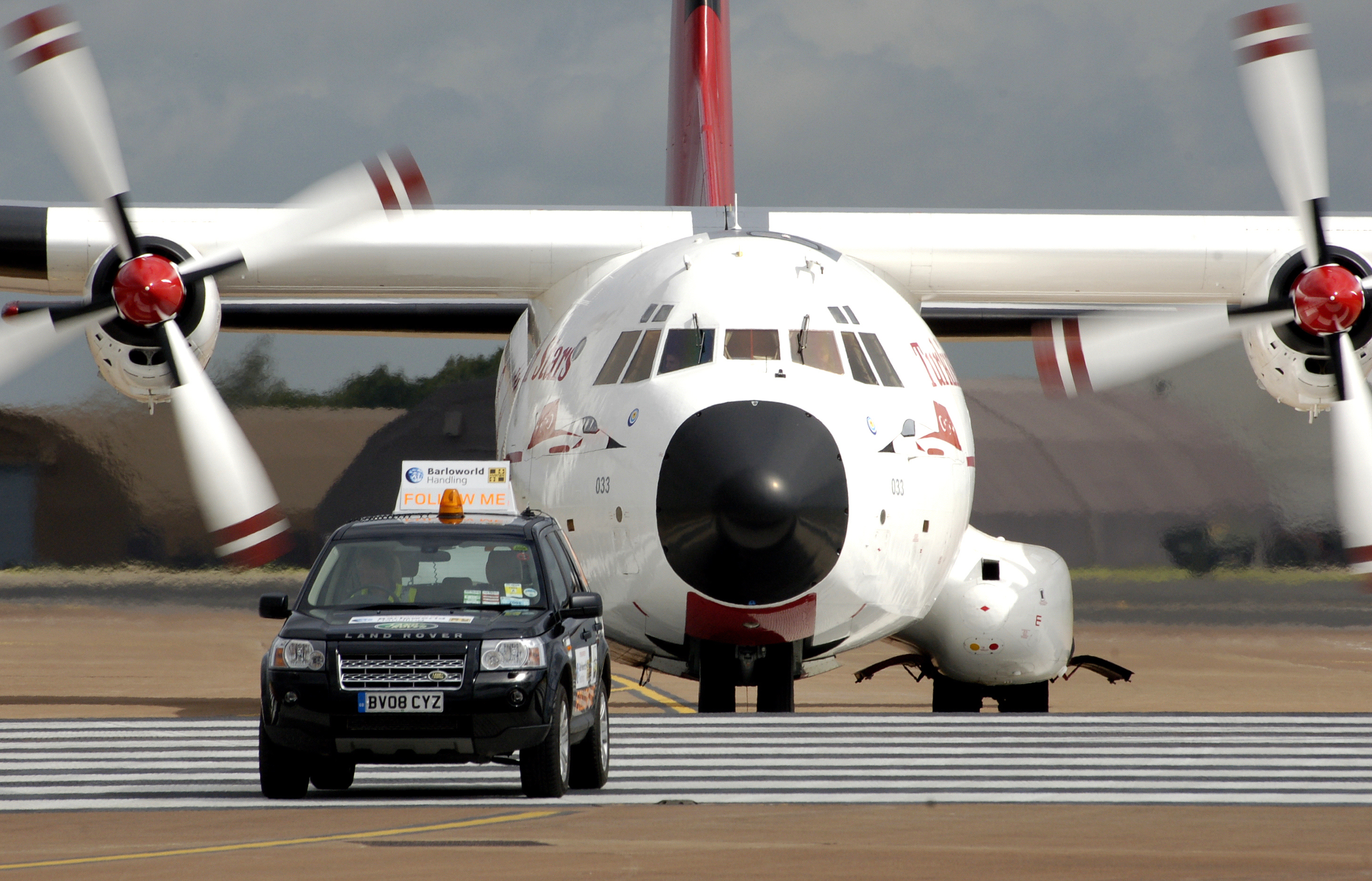
土耳其空军的Transall C-160D在 英国皇家国际航空展上跟随地面引导车。

在航母、直升机场，地面指挥信号还会通知机场跑道已经净空。:14

## 飞机信号

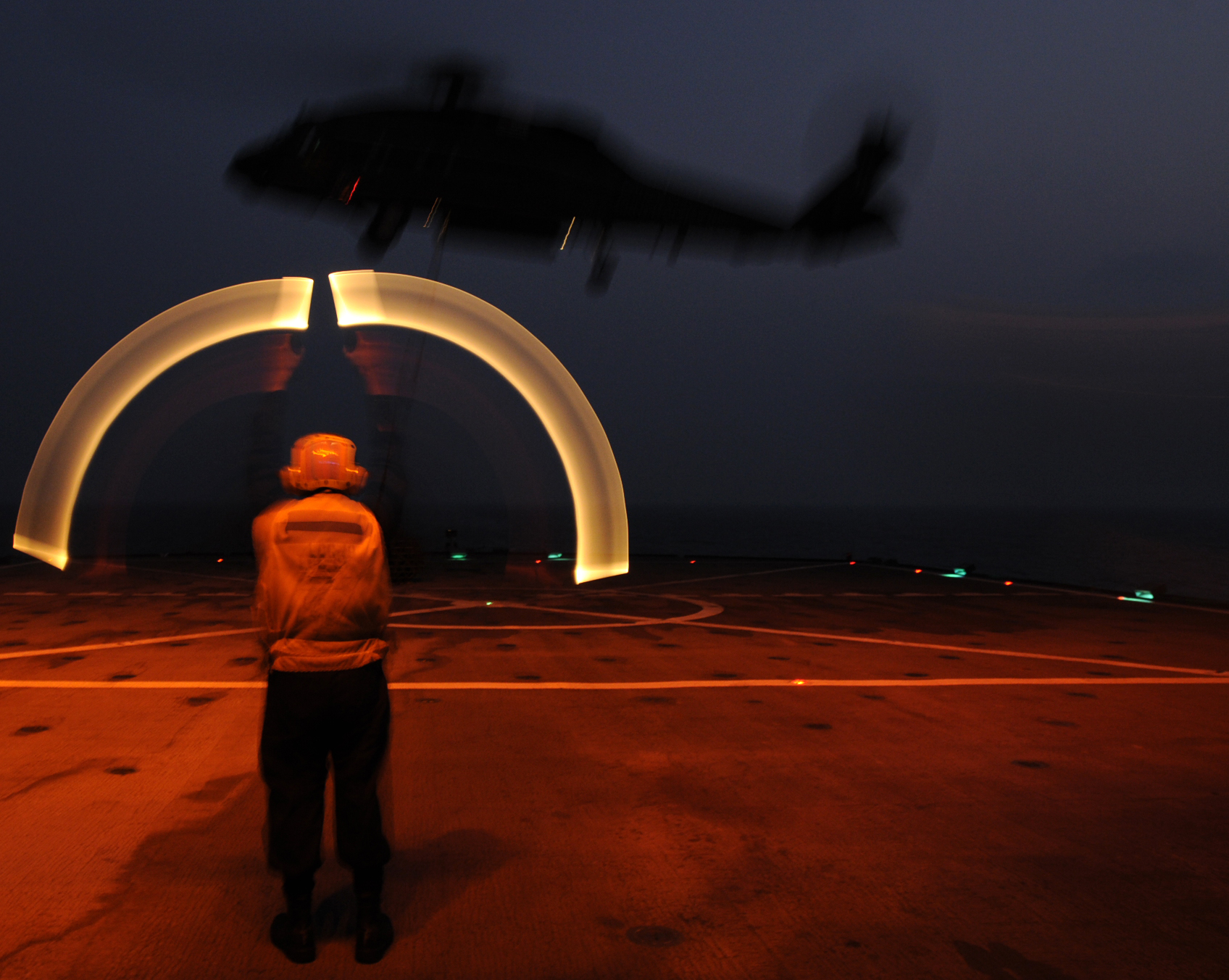
延时摄影照片：一名美国海军着舰指挥兵通过发光指挥棒，指示一架SH-60海鷹直升機起飞。

ICAO的国际航空标准信号：

净空（All clear）
指示停止（Flagman directs pilot stop）
插入輪擋 （chocks）
拔出輪擋
启动引擎
切断引擎
直行（Proceed straight ahead）
左转
右转
减速
急停（emergency stop）

## 直升机信号

起飞
着陆
向上移动
向下移动
向左移动
向右移动
向前移动
向后移动
悬停（Hold hover）
释放悬吊负荷（Release sling load）